# VoxBox
VoxBox(ウォクスボックス)は、Windows、Macで動作する、画像/PDF/テキストを音声で読み上げるソフト。
無料版と有料版があり、ソフトウェアメーカーのiMyFone Technology (アイマイフォンテクノロジー) が開発、販売している。

## 特徴
- テキスト、画像、PDFを読み取り、音声に変換する
- 46種類以上の言語、3200個以上のボイス
- 自然なイントネーション、話し方[1]
- 音声での読み上げだけではなく、ナレーション、キャプション字幕作成にも対応
- 録音、読み上げた音声の編集機能も搭載
- 読み上げ文章に、エフェクトや効果音を追加することも可能[2]。
- 音声データからテキスト可の変換にも対応[3]
- MP3、WAVなど、様々な出力＆入力フォーマットをサポート

## プラットフォーム
- Windows 7/8/8.1/10/11
- macOS 10.9 - macOS 15

1つのアカウントで複数のデバイスやシステムにアクセス可能。

### 対応形式
- CPU - Intel、AMD CPU、1GHzまたはそれ以上